# Hausbrunn
Hausbrunn ist eine Marktgemeinde mit 898 Einwohnern (Stand 1. Jänner 2025) im Bezirk Mistelbach in Niederösterreich.

## Geografie
Hausbrunn liegt im nordöstlichen Weinviertel in Niederösterreich, rund 6 Kilometer westlich von Hohenau an der March. Die Fläche der Marktgemeinde umfasst 16,17 Quadratkilometer. 14,05 Prozent der Fläche sind bewaldet.

### Gemeindegliederung
Es gibt nur die Katastralgemeinde Hausbrunn.

### Nachbargemeinden
|                                   | Bernhardsthal                               |            |
| Altlichtenwarth                   | Kompassrose, die auf Nachbargemeinden zeigt | Rabensburg |
| Hauskirchen, Neusiedl an der Zaya | Palterndorf-Dobermannsdorf                  | Hohenau    |

## Geschichte
Die erste urkundliche Erwähnung Hausbrunns, damals noch als „Hugesprunne“ findet sich in den „Necrologia Germaniae“ des Stiftes Klosterneuburg und datiert aus dem Jahre 1195. Knapp 150 Jahre später beurkundet die Urkunde Nr. 486 aus dem Hochstift Passau aus dem Jahre 1341 die Existenz des Ortes unter der Bezeichnung „Hawsprun“.
Am 4. Juni 1367 verkaufte Ortolf von Wolchenstorf an David Streuzz, den „Juden zu Wien“, Sohn Hennleins von Klosterneuburg, Güter zu Poystorff, Alten Liechtenwart, „Hausprunne“ und Ringleinstorff. Er verkaufte auch solche zu Hausbrunn, die wahrscheinlich freies Eigen waren.

### Frühe urkundliche Erwähnungen
Elf Jahre später, am 20. Dezember 1378 kaufte Johann I. von Liechtenstein von Nikolsburg, Hofmeister Herzog Albrechts III. von Ulrich von Zistersdorf ein Liechtensteinisches Lehen zu Hausbrunn um 30 Pfund Wiener Pfennige. Am 24. Mai 1380 gab Wernhard von Maissau, oberster Marschall, dem Prawe (Praun-Bruno), dem Weidner von Hohenau um seiner Dienste willen neun ganze Lehen zu Hohenaw und ein Fischwasser dasselbst und ein Pfund Geldes, gelegen auf Überlandäckern zu Hawsprun. Gesiegelt wurde der Vertrag von Wernhart von Maißau, seinen Bruder Chunrat und dem Schwager Ulrich von Seltau.
Johann I. von Liechtenstein kauft 1384 von den Brüdern Johann und Albert, den Volkesstorffern, deren Viertel an der Feste und dem Markt zu Mistelbach und an den Gütern zu Rotenlaim, Wukkendorf, Hausbrunn, Liechtenwart, Hadersdorf, Rankenleiten und Hirschenau um 700 Pfund Wiener Pfennige. Siegler waren außer den Verkäufern ihr Oheim Stefan von Zelking, dessen Bruder Heinrich von Zelking, Rudolf I. von Walsee und Hans von Maißau, ihr Schwager. Ein Jahr später kaufte Heinrich der Chlammer Besitzungen unter anderem zu Hausbrunn und gab sie am 2. Juni 1385 an die Brüder Konrad, Hans und Erasmus den Friedvergen (Friedbergen) zu Lehen.
Am 17. Januar 1394 tauschte Johann I. von Liechtenstein von Nikolsburg, Hofmeister Herzog Albrechts III., von Johann von Maissau, oberster Schenk in Österreich, verschiedene Gülten und Güter, gelegen zu Hohenau, Hausbrunn, Rotenlaim und Chundorf (Wüstung) ein, gegen Gülten und Güter in Chundorf, Pfarre Ranoldsbach (Ravelsbach).
Einen Kaufbrief über Lehen in Dobermannsdorf, Hausbrunn, Ringelsdorf und Neulichtenwarth (St. Ulrich) stellte am 13. Oktober 1404 Friedrich der Frauenschühel für seinen Vetter Niklas von Zistersdorf aus. Am 2. Juni 1423 gab Wilhelm der Toppell dem Edlen Michael Pentz auf seine Bitten 7 Pfund Wiener Pfennig Geld zu Hausbrunn auf behausten Gut zu Lehen.

### 17. bis 19. Jahrhundert
Im Zuge der Schwedenkriege wurde Hausbrunn 1645 verwüstet. Laut Totenprotokoll 1645/46 der Pfarre Altlichtenwarth/Hausbrunn kamen dabei 309 Personen ums Leben.
Durch den Wiener Siechenknecht Georg Kalser wurde 1713 in Hausbrunn die Pest eingeschleppt. Die Seuche dauerte 14 Wochen und forderte 98 Tote.
Spätestens 1716 war Hausbrunn ein Markt, jedenfalls wurde die Gemeinde in einer Karte der Niederösterreichischen Landesregierung in diesem Jahr als Markt geführt.
Zwei Jahre später wurde an der Stelle einer alten, baufälligen Kapelle die Kirche errichtet und am 15. Juni 1718 geweiht. Der Turm des neuen Gotteshauses stand jedoch nur sechs Jahre lang: Er fiel aufgrund eines heftigen Sturmes 1724 um und musste neu aufgebaut werden. Weitere zwei Jahre später wurden die drei Altäre geweiht: Der Hochaltar dem Hl. Vitus, der Evangelienaltar der Jungfrau Maria und der Epistelaltar dem Kreuz.
Per Hofdekret wurde Hausbrunn am 20. Juli 1783 zur Pfarre erhoben.
Am 15. März 1807 wurde in Hausbrunn Gottfried von Preyer geboren. Leopold Kupelwieser, Professor der Malerei an der k.k. Akademie der bildenden Künste, malte 1841 das Altarbild des Heiligen Vitus in der Pfarrkirche Hausbrunn.
Am 4. März 1849 wurde laut Kaiserlicher Reichsverfassung der Marktgemeinde Hausbrunn die Selbstständigkeit anerkannt. 1874 wurde ein Postamt mit Fahrpost in der Bahnstraße eingerichtet. Elf Jahre später kam das neu errichtete Volksschulgebäude hinzu. 1896 erfolgte die Gründung der Freiwilligen Feuerwehr.

### Frühes 20. Jahrhundert
Gegen Ende des Ersten Weltkrieges mussten 1917 die Glocken aus dem Kirchturm abgeliefert werden – die große Glocke aus dem Jahre 1827, die Elfuhrglocke aus dem Jahre 1800 und am 9. Juli auch die 1815 gegossene Sterbeglocke.
Am 22. September 1927 wurde in Hausbrunn eine Telefonstation eröffnet und im Folgejahr mit der Elektrifizierung des Ortes begonnen. 1930 malte der Freskenmaler Engelbert Daringer aus Oberösterreich die Decken der Pfarrkirche. Die Seitenaltäre der Kirche wurden 1935 vom akademischen Bildhauer Josef Furthner gestaltet. Im Zweiten Weltkrieg wurde am 27. Februar 1943 die letzte Bronzeglocke der Kirche aus dem Jahre 1656 abgeholt.
Laut Adressbuch von Österreich waren im Jahr 1938 in der Marktgemeinde Hausbrunn ein Arzt, ein Tierarzt, zwei Bäcker, zwei Binder, ein Dachdecker, ein Fellhändler, zwei Fleischer, zwei Friseure, drei Gastwirte, sechs Gemischtwarenhändler, drei Glaser, eine Hebamme, ein Kino, ein Lederhändler, ein Maler, ein Maurermeister, drei Sattler, drei Schlosser, drei Schmiede, drei Schneider und fünf Schneiderinnen, eine Schnittwarenhändlerin, sieben Schuster, ein Spengler, drei Tischler, drei Wagner, drei Weinhändler, eine Weinkellerei, drei Weinsensale, zwei Zuckerwarenhändler und mehrere Landwirte ansässig. Etwas außerhalb gab es eine Ziegelei.

### Zweiter Weltkrieg
In der Endphase des Zweiten Weltkriegs blieb Hausbrunn von Kampfhandlungen weitestgehend verschont. Am 17. April 1945 drangen Vorhuten der Roten Armee aus Richtung Hohenau und Dobermannsdorf in den Ort ein. Der deutsche Widerstand war gering, sodass es auf Seiten der Russen keine nennenswerten Verluste gab. Bereits zwei Tage vor der Besetzung lag der Ort unter leichtem Artillerie- und Granatwerfer-Beschuss, welcher jedoch nur leichte Gebäudeschäden verursachte. Am 18. April erfolgte ein deutscher Gegenstoß aus der Richtung Altlichtenwarth, der jedoch erfolglos blieb. Dabei wurden jedoch 11 Zivilisten getötet und 16 Gebäude zerstört.
Für Erd- und Kanalisierungsarbeiten wurden von Mitte 1944 bis zum April 1945 ungarische Juden, darunter auch Frauen, als Zwangsarbeiter eingesetzt. Das Lager wurde im April 1945 „evakuiert“.

### Nachkriegszeit
1992 eröffnete in Hausbrunn ein neuer Kindergarten und fünf Jahre später das Arzthaus in der Bahnstraße.

### Einwohnerentwicklung
| Hausbrunn: Einwohnerzahlen von 1869 bis 2025        | Hausbrunn: Einwohnerzahlen von 1869 bis 2025 | Hausbrunn: Einwohnerzahlen von 1869 bis 2025 | Hausbrunn: Einwohnerzahlen von 1869 bis 2025 | Hausbrunn: Einwohnerzahlen von 1869 bis 2025 |
| --------------------------------------------------- | -------------------------------------------- | -------------------------------------------- | -------------------------------------------- | -------------------------------------------- |
| Jahr                                                |                                              |                                              |                                              | Einwohner                                    |
| 1869                                                | 1869                                         |                                              | 1.280                                        | 1.280                                        |
| 1880                                                | 1880                                         |                                              | 1.406                                        | 1.406                                        |
| 1890                                                | 1890                                         |                                              | 1.517                                        | 1.517                                        |
| 1900                                                | 1900                                         |                                              | 1.614                                        | 1.614                                        |
| 1910                                                | 1910                                         |                                              | 1.767                                        | 1.767                                        |
| 1923                                                | 1923                                         |                                              | 1.545                                        | 1.545                                        |
| 1934                                                | 1934                                         |                                              | 1.603                                        | 1.603                                        |
| 1939                                                | 1939                                         |                                              | 1.596                                        | 1.596                                        |
| 1951                                                | 1951                                         |                                              | 1.582                                        | 1.582                                        |
| 1961                                                | 1961                                         |                                              | 1.467                                        | 1.467                                        |
| 1971                                                | 1971                                         |                                              | 1.252                                        | 1.252                                        |
| 1981                                                | 1981                                         |                                              | 1.002                                        | 1.002                                        |
| 1991                                                | 1991                                         |                                              | 929                                          | 929                                          |
| 2001                                                | 2001                                         |                                              | 869                                          | 869                                          |
| 2011                                                | 2011                                         |                                              | 831                                          | 831                                          |
| 2021                                                | 2021                                         |                                              | 867                                          | 867                                          |
| 2025                                                | 2025                                         |                                              | 898                                          | 898                                          |
| Quelle(n): Statistik Austria, Gebietsstand 1.1.2021 |                                              |                                              |                                              |                                              |

Seit den 90er Jahren des vorigen Jahrhunderts blieb die Einwohnerzahl fast konstant, da die Wanderungsbilanz positiv wurde.

## Kultur und Sehenswürdigkeiten

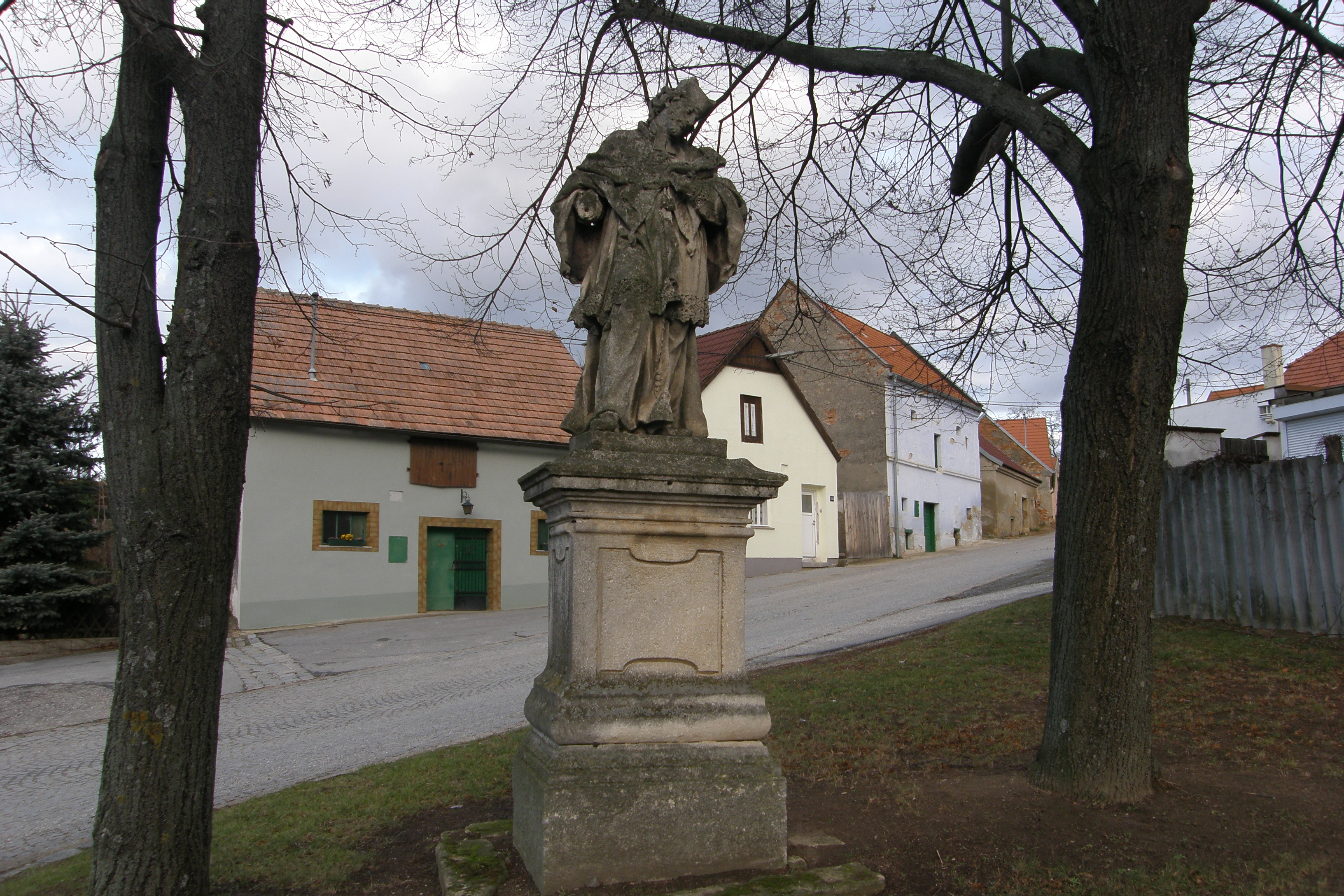
Figur hl. Johannes Nepomuk und Kellergasse am Kirchberg

- Katholische Pfarrkirche Hausbrunn hl. Veit

## Wirtschaft und Infrastruktur
Im Jahr 2010 gab es 35 land- und forstwirtschaftliche Betriebe, davon waren sechzehn Haupterwerbsbetriebe, die drei Viertel der Flächen bewirtschafteten. Im Jahr 1999 waren es 56 Betriebe, davon 20 im Haupterwerb. Im Produktionssektor gab es drei Betriebe, die zehn Arbeitnehmer beschäftigten, fünf im Baugewerbe und fünf mit der Herstellung von Waren. Der Dienstleistungssektor beschäftigte in zwanzig Betrieben 62 Personen, zwei Drittel davon in sozialen und öffentlichen Diensten.

### Bildung
In Hausbrunn gibt es einen Kindergarten, eine Volksschule und eine Neue Mittelschule.

### Gesundheit
In der Marktgemeinde ordinieren zwei praktische Ärzte und ein Facharzt.

### Verkehr
- Bahn: Der nächste Bahnhof ist in sieben Kilometer Entfernung Hohenau/March.[10]

## Politik

### Gemeinderat
Der Gemeinderat hat 15 Mitglieder.
- Mit den Gemeinderatswahlen in Niederösterreich 1990 hatte der Gemeinderat folgende Verteilung: 11 SPÖ und 4 ÖVP.
- Mit den Gemeinderatswahlen in Niederösterreich 1995 hatte der Gemeinderat folgende Verteilung: 11 SPÖ und 4 ÖVP.[11]
- Mit den Gemeinderatswahlen in Niederösterreich 2000 hatte der Gemeinderat folgende Verteilung: 11 SPÖ und 4 ÖVP.[12]
- Mit den Gemeinderatswahlen in Niederösterreich 2005 hatte der Gemeinderat folgende Verteilung: 10 SPÖ und 5 ÖVP.[13]
- Mit den Gemeinderatswahlen in Niederösterreich 2010 hatte der Gemeinderat folgende Verteilung: 10 SPÖ und 5 ÖVP.[14]
- Mit den Gemeinderatswahlen in Niederösterreich 2015 hatte der Gemeinderat folgende Verteilung: 10 SPÖ und 5 ÖVP.[15]
- Mit den Gemeinderatswahlen in Niederösterreich 2020 hatte der Gemeinderat folgende Verteilung: 8 SPÖ und 7 ÖVP.[16]
- Mit den Gemeinderatswahlen in Niederösterreich 2025 hat der Gemeinderat folgende Verteilung: 10 SPÖ, 4 ÖVP und 1 FPÖ.[17]

### Bürgermeister
- 1949–1955 Karl Hubinger (ÖVP)
- 1955–1977 Johann Lehner (SPÖ)
- 1978–1994 Karl Kaider (SPÖ)
- 1994–2010 Johann Ruth (SPÖ)
- 2010–2022 Johann Fürmann (SPÖ)[18]
- seit 2022: Mario Gaider (SPÖ)[19]

### Wappen
Die Blasonierung des Wappens von Hausbrunn lautet: „Ein schräglinks geteiltes Schild, oben in Blau ein silbernes strohgedecktes Haus mit schwarzer Tür und fünf schwarzen Fenstern, unten in Rot ein silberner gedeckter Brunnen mit Schöpfrad.“ Das Wappen wurde der Gemeinde am 22. April 1986 verliehen.

### Gemeindepartnerschaften
Partnergemeinde ist Studienka Die Gemeinde liegt nur dreißig Kilometer entfernt in der westlichen Slowakei.

## Persönlichkeiten
Söhne und Töchter der Gemeinde
- Gottfried von Preyer (1807–1901), Kapellmeister und Komponist
- Karl Hubinger (1911–1990), Landwirt und Bürgermeister, sowie Landtagsabgeordneter
- Viktor Kraft (1912–1998), Architekt, Schriftsteller und Künstler